# Fernando de Valenzuela
Fernando de Valenzuela y Enciso (Nápoles, 8 de enero de 1636 – Ciudad de México, 7 de enero de 1692), I marqués de Villasierra, fue un político y noble español, valido de la reina regente Mariana de Austria. 

## Biografía

### Primeros años
De origen modesto, hijo de Gaspar de Valenzuela, capitán español con destino en Nápoles que gobernaba la plaza de Santa Ágata, y de Leonor de Enciso y Dávila. Abandonó Italia a la muerte de su padre (1640), trasladándose con su madre a España, donde entró, como paje, al servicio del VII duque del Infantado, Rodrigo de Mendoza, y pasando de nuevo a Italia cuando este fue nombrado virrey de Sicilia. Regresó a Madrid en 1659 y dos años después contrajo matrimonio con Ambrosia de Ucedo, ayuda de cámara de la reina Mariana de Austria a partir de 1658. Como dote recibió una plaza de caballero en la Corte. Al morir Felipe IV, Valenzuela se acercó a la reina viuda, regente del Reino durante la minoría de edad de su hijo, el rey Carlos II, lo que le permitió ir ascendiendo en la escala social.
En 1671 recibió un hábito de Santiago y el oficio de introductor de embajadores con unos suculentos gajes. Pronto se iniciaron las murmuraciones respecto a la asiduidad y a la familiaridad de las entrevistas entre la reina y Valenzuela. Esta reaccionó nombrándole primer caballerizo, frente a otras candidaturas más sólidas y contra la negativa del mismo caballerizo mayor.

### Valido de la reina
Valenzuela procuró urdir una red de intereses en torno a él de la que participaron cortesanos y nobles, mientras administraba estratégicamente el reparto de cargos para atraerse voluntades. Acumuló ascensos con velocidad vertiginosa, probablemente como única estrategia para consolidar una posición política lo más segura posible. Tras su ascenso a caballerizo mayor de la reina, cargo tradicionalmente otorgado a un miembro de la alta nobleza. En 1674 el conde de Peñaranda (que era presidente del Consejo de Italia y un maestro a la hora de mantenerse firme en los resortes del poder), otorgó al nuevo favorito una plaza de conservador en el mencionado organismo. Finalmente, en 1675, Valenzuela esperaba obtener un título de Castilla razón por la que adquirió un señorío en tierras de Ávila, la villa de San Bartolomé de Pinares o de Villasierra. Por decreto de 3 de noviembre de 1675, se le concedió el título de marqués de Villasierra, lo que garantizaba aún más su poder. La mayoridad del rey Carlos ese mismo año y las rivalidades cortesanas le obligaron a abandonar temporalmente la corte; se lo nombró primero embajador en Venecia, cargo que no llegó a ocupar, y luego capitán general del reino de Granada. Pasó efectivamente algunas semanas en la Alhambra granadina en abril de 1676 antes de poder regresar a la corte. Comenzó su valimiento efectivo en agosto de 1676, con el respaldo de la reina. La cima de su ascenso político lo alcanzó entre junio y diciembre de ese año, merced al impulso de la reina Mariana.
Valenzuela, a diferencia de su antecesor Nithard, tenía un programa de actuación política. Sus principales preocupaciones consistían en asegurar los abastos y el trabajo para los habitantes de la Corte como medida de seguridad para el rey y la regente. La acción de gobierno debía ser, en este sentido, claramente intervencionista mediante la mejora del abastecimiento, la vigilancia de las tasas en los productos de primera necesidad y el impulso a las obras públicas. El incremento en la venalidad de los oficios y puestos de la Monarquía era también una parte básica de su programa. Otorgar mercedes a cambio de dinero sirvió para engordar las maltrechas arcas de la Monarquía pero, sobre todo, añadió colaboradores afines a su círculo de intereses. No era un procedimiento inventado por el nuevo aspirante a valido. José González o el conde de Castrillo, como hechuras y brazos ejecutores del conde-duque de Olivares, se habían destacado en la aplicación de estos métodos antes y aún después de su caída. Recursos olivaristas que en manos de Valenzuela pretendían que su valimiento se pareciera a otros más exitosos de la primera mitad del siglo. Pero lo más innovador en el programa de actuación del napolitano no era lo que se hacía, sino quien lo hacía. Su extracción social era muy distinta de la de Lerma, Uceda, Olivares o Haro.
En su escaso período de valimiento, apenas pudo poner en marcha algunas medidas para reformar los consejos, someterlos a la autoridad del valido, reducir las plazas de ministros y oficiales regios, reforzar la Armada y tratar de evitar las mediaciones en los envíos de fondos a los frentes de guerra. Valenzuela se granjeó con ellas la hostilidad general tanto de los consejos como de gran parte de la nobleza.

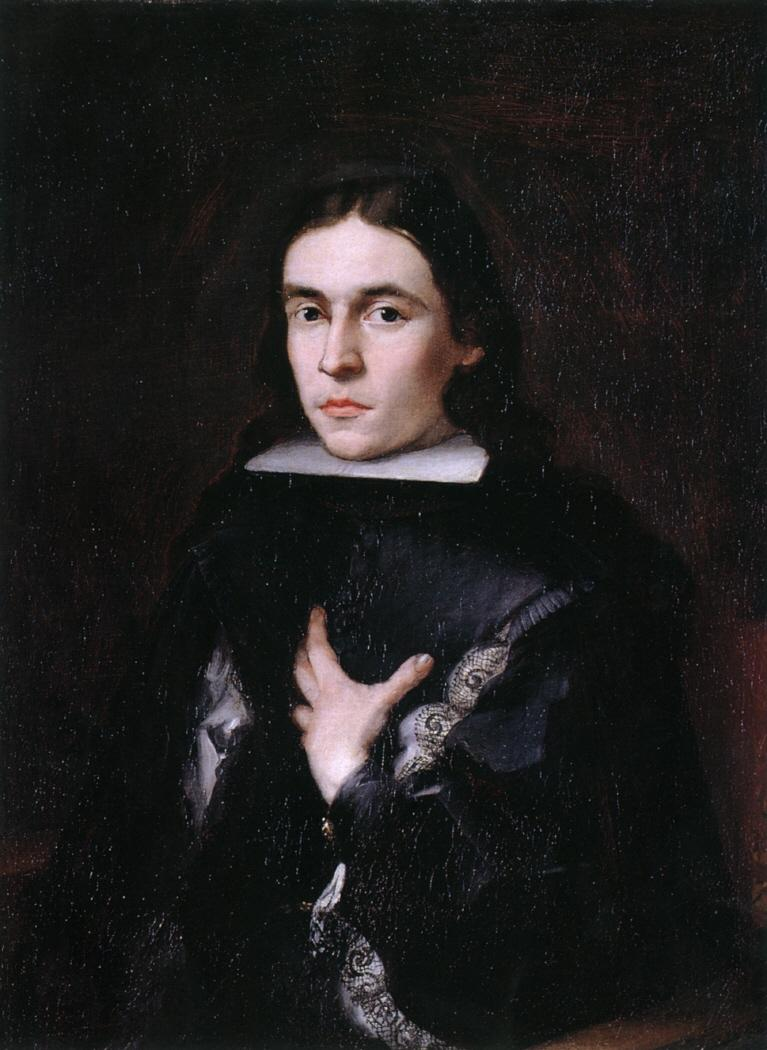
Fernando de Valenzuela, marqués de Villasierra (c. 1675) por Juan Carreño de Miranda (Museo Lázaro Galdiano de Madrid).

En el inicio de su período de influencia Valenzuela no anduvo desencaminado a la hora de buscar aliados y de tejer su propia red de supuestos incondicionales. Era consciente de la necesidad que tenía de asegurarse el apoyo no solo de los grandes comprometidos con la reina, que eran pocos, sino de los que, de algún modo, se habían mostrado proclives al ahora vicario general de Aragón y hermanastro del rey, Juan José de Austria, que era el principal opositor a Mariana de Austria y que ya había conseguido derrocar al anterior valido, Juan Everardo Nithard. Entre los primeros se encontraban el almirante de Castilla, los condes de Aguilar, Oropesa y Melgar y entre los segundos el príncipe de Astillano, el duque de Alburquerque, los marqueses de Castromonte, Villalobos y Falces, el Conde de Galve (hermano del duque de Pastrana que seguía próximo a Juan José de Austria), el duque de Medinaceli y los condes de Montijo y de la Monclova o el conde de Baños. Solo fueron excluidos de esta compleja red de intereses el duque de Alba y su círculo más estrecho, el conde de Monterrey y el cardenal Portocarrero, junto con su tío Pascual de Aragón. El juego de equilibrios que debía mantener con la aristocracia tradicional era lo más arriesgado en la posición del nuevo valido.
A menudo se ha señalado que lo único nuevo en el programa de gobierno de Valenzuela fue la intensificación de las diversiones palaciegas y sobre todo del teatro, sin embargo, esta novedad cumplía dos objetivos políticos, uno general para la Monarquía y otro particular para el valido. El lustre de la Corte era "necesario" (según el ideario simbólico de la época) para la supervivencia de la reputación de la Monarquía en el exterior. En una época de dificultades extremas en los frentes europeos, la necesidad de dar una imagen fastuosa resultaba acuciante. Pero además de este objetivo general, la intensificación del programa teatral en Palacio cumplió un cometido en beneficio de la posición de Valenzuela. Refleja en realidad una estrategia de integración. Consciente de su debilidad de origen, su concurso en el tradicional sistema representativo-cortesano de las fiestas teatrales era una oportunidad para asimilarse a la aristocracia.
Sin embargo, la opinión de los magnates no se moldeó al gusto de la regente y el valido. Las filas de Juan José de Austria se habían recompuesto y, además de los incombustibles Alba, Monterrey y los cardenales de Aragón y Portocarrero, engrosaron la facción juanista Medellín, Ayala, el marqués de Castel Rodrigo e incluso el príncipe de Astillano. Todo este grupo se había movilizado creando un estado de opinión favorable al advenimiento de Juan de Austria. Este era el ambiente que se respiraba en la Corte meses antes de que Carlos II cumpliera los catorce años (6 de noviembre de 1675) y que alcanzara la mayoría de edad fijada por Felipe IV en su testamento y, por tanto, de que pasara a ejercer el gobierno de la Monarquía de manera personal.

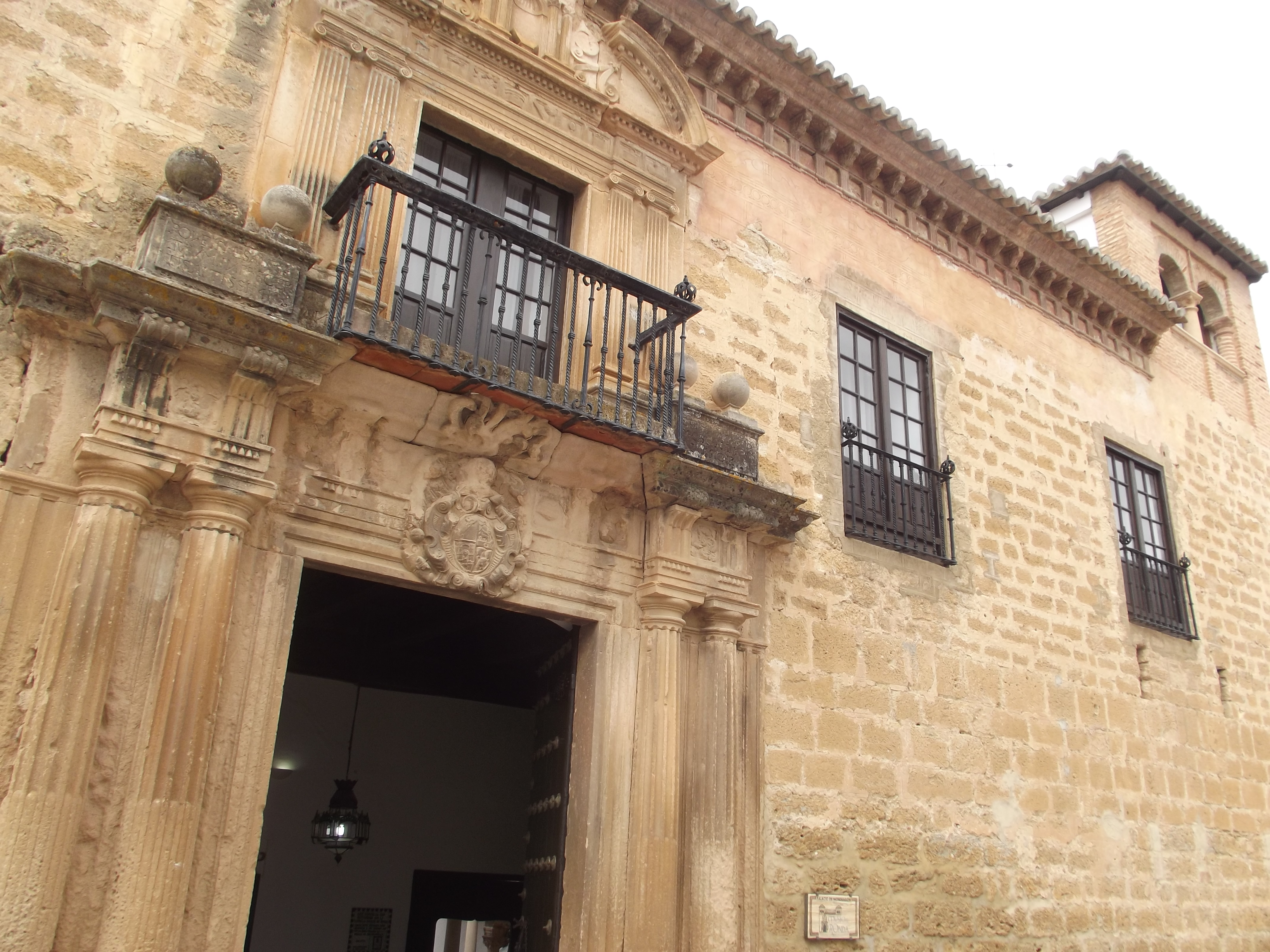
Palacio del marqués de Villasierra en Ronda (Andalucía), también conocido como Palacio de Mondragón.

Mariana de Austria había planeado alejarlo de su hijo en el instante en el que se produjera la proclamación de la mayoría de edad. Dio orden de que marchara a Italia con el nombramiento de virrey para aplacar el levantamiento de Mesina iniciado el año anterior, pero este dilató la salida. Esperaba que de un momento a otro llegara una señal que le indicara que había llegado el momento de su asalto al poder.
Meses antes de la proclamación de la mayoría de edad del rey, gentes pertenecientes a los círculos cortesanos próximos a Valenzuela y la reina consiguieron burlar el control que estos ejercían sobre el monarca y le convencieron para llamar a Don Juan a la gobernación. En la mañana del 6 de noviembre cada consejero y grande residente en Madrid recibió una carta firmada por Don Juan en la que informaba que el rey le había llamado a la Corte. Don Juan llegó al Alcázar, fue recibido como infante de España y mantuvo una entrevista con Carlos II a la hora convenida. Tras ella se alojó en el Buen Retiro mientras el monarca visitaba a su madre. La larga conversación que mantuvo con la Regente acabó con sus planes de "independencia". A las seis de la tarde el Duque de Medinaceli se encaminó al Retiro para entregar a Don Juan una Real Orden con su nuevo destino. Debía marchar a Italia de forma inmediata.
Tras el incidente, los Consejos de Estado y de Castilla hicieron llegar sus consultas a Mariana de Austria. Opinaban que a partir de entonces el Rey debía firmar los decretos aunque la Junta de Gobierno siguiera funcionando bajo la presidencia de Mariana de Austria, al menos durante dos años más. Además, tanto Valenzuela como Don Juan, tendrían que alejarse de la Corte. Don Juan debía partir a Italia pero Valenzuela tendría que salir también. Don Juan abandonó Madrid pero a través de una carta difundida por toda la Península hizo público su rechazo a trasladarse a cualquier destino o puesto de responsabilidad mientras su hermano el Rey se encontrase secuestrado en su voluntad. Por su parte, Valenzuela, destinado al principio como embajador en Venecia, finalmente logró permanecer en la Península con el nombramiento de Capitán General de Granada, además del de alcalde de la Rambla. En el palacio de la Alhambra esperó a que la situación política se tranquilizase.
Su estancia en aquellas tierras, según los partidarios de Don Juan, se hizo notar:

...la maldad que con diligencias de majestad soberana allí cometió todos lo saben. Él intentó confundir la autoridad del Rey, representada en la veneración de aquel senado, y en la grandeza de aquella ciudad...(contra todos los privilegios, y estados que siempre a observado) con su soberanía desvergonzada. Él agotó las cajas reales, alborotó el pueblo, de suerte que si la prudencia de los ministros no le hubieran templado se hubiera encendido un tumulto grande entre vecinos y la escolta de soldados y parciales que llevaba de guardia...Después puso sitial y puso teatino porque no le faltase circunstancias de rebelde de Dios y al Rey, y al reino, que le predicase proezas de coronas que imitar. Últimamente llegaron sus desafueros a tanto exceso porque hallaron defensa y armonía gustosa en el poder de la Reina (pues fueron castigos de suspensión a los oidores y condenación de dinero a los caballeros regidores) que puesto que el pueblo ya en la razón de desbocado si su excelencia no se escapa una noche, amanece su excelencia como la noche en la profundidad de los infiernos...

A pesar de todo, en abril de 1676, Valenzuela volvía a la Corte con un cúmulo de nuevas funciones y honores. A su regreso, su programa de promoción personal mediante la intensificación de festejos palaciegos se aceleró más todavía, justificado oficialmente por la mayoría de edad del rey. Aquella corte no podía ser ya la de un rey niño, sino la de un joven monarca que debía ofrecer una imagen de madurez en el exterior.

### Caída

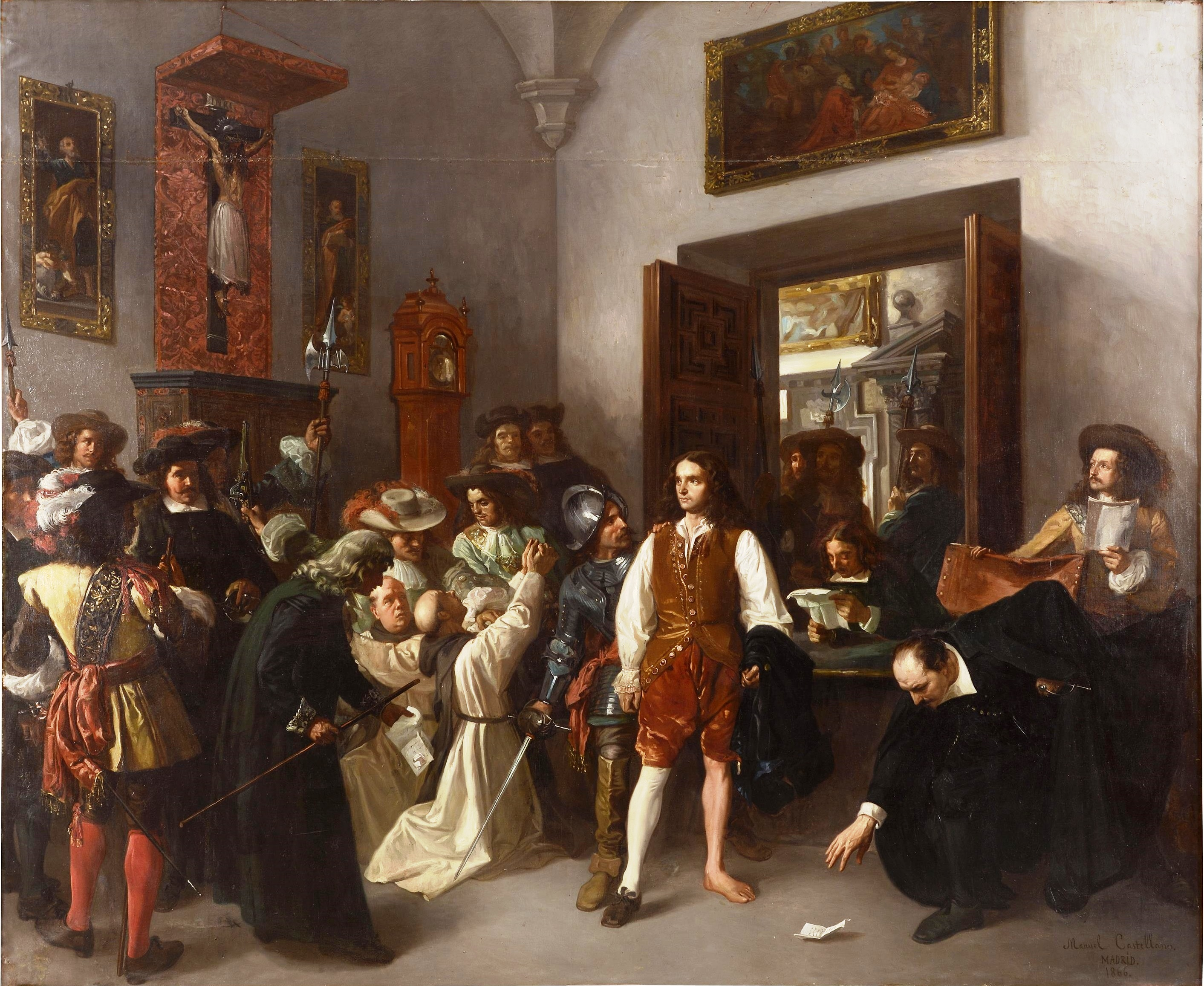
Prisión de don Fernando de Valenzuela (1866), por Manuel Castellano (Museo de Bellas Artes de Valencia).

La estrategia de promoción sociopolítica diseñada por Valenzuela a principios de los setenta tuvo unos límites que la reina no supo apreciar cuando al poco de nombrar a su valido Intendente General de Hacienda, Caballerizo Mayor y primer ministro, el 2 de diciembre decidió añadir además a su reciente marquesado la categoría de grande de primera clase tras una jornada de caza en El Escorial en la que Valenzuela resultó herido por un tiro fallido del joven monarca: 

"...queda herido don Fernando, atúrdese el Rey, suelta el arcabuz, exclamándose por desgraciado, piden los coches, acuden a socorrer a don Fernando, que se dejó caer para levantarse más. Entra el Rey temeroso a ver a su madre, que se halló llorando del susto. Siéntelo el Rey, repitiendo tres veces que le pesaba del suceso, y mucho más por lo que se diría en Madrid. Desagravia el Rey el tiro con cubrir a don Fernando sobre la grandeza de los señores, por dejar a los señores de Castilla, mayordomo mayor del Rey, comprado de don Fernando, y el Almirante de Castilla por el precio de dos mil y quinientos doblones, con que compró el salir de Madrid para esta ocasión, habiéndoles sacado del hambre con que han dejado pereciendo los reformados del Consejo de Hacienda..."

El ascenso de Valenzuela había sido demasiado rápido como para ser considerado un igual entre los demás grandes y éstos decidieron expresar su malestar abiertamente. El 15 de diciembre comenzó a circular un manifiesto público firmado por veinticuatro grandes y títulos que exigían la separación permanente de Carlos II y su madre, el encarcelamiento de Valenzuela y la designación inmediata de don Juan José como máximo colaborador en el gobierno del rey.
Harto de las intrigas palaciegas de Valenzuela, Juan José de Austria tomó cartas en el asunto rebelándose en Zaragoza con las tropas de que disponía (las que habían luchado contra los franceses en la frontera de Cataluña), y, dirigiéndose a Madrid, entró en la capital el 23 de enero de 1677, donde la regente le cedió –rendida- el gobierno mientras el valido se refugiaba atemorizado en el real monasterio de San Lorenzo de El Escorial. Tal vez creía que allí disfrutaría en última instancia de la protección de suelo sagrado, pero don Juan José no se amedrentó lo más mínimo y lo mandó sacar a la fuerza del oportuno asilo. Inmediatamente se inició el juicio sumario para determinar sus delitos y castigarlos con una dura sentencia; se le encontró culpable de prevaricación y venta de cargos públicos, además de acusársele de haber robado unos cien millones de reales.
Se realizó el inventario total de sus bienes, y aunque las acusaciones especulaban enormes desfalcos, se le descubrieron tan sólo unos diez millones. No valieron demasiado las alegaciones de inocencia ante la cólera popular, que desde el inicio del juicio demandaba la confiscación de sus bienes y la pena de muerte. Sin embargo, la jurisdicción eclesiástica pudo invocar en su favor el derecho de asilo que había sido totalmente quebrantado al detenérsele en el monasterio de El Escorial, lo que tan sólo dejó como única opción el irrevocable destierro a Filipinas para unos diez años. Hacia allí se encaminaría al año siguiente. Mientras el rey Carlos II no asumía el poder total, don Juan José de Austria ejerció el gobierno (tres años más) hasta su repentina muerte, el 17 de septiembre de 1679.
La esposa de Valenzuela fue también una víctima más de la ira popular, que la trató cruelmente hasta que fue desterrada a Toledo, donde murió loca.
Transcurridos los diez años de condena, Valenzuela quiso volver a España, pero el antes todopoderoso valido fue a dar finalmente a la Nueva España (México), donde vivió modestamente cuidando caballos hasta que murió en 1692 de resultas de una tremenda coz que le propinó uno de los animales (otras versiones aseguran que fue una caída de caballo).